# Кадощук Тарас Адамович
Кадощук Тарас Адамович (20.08.1929 – 24.03.2016) – український лікар-хірург, доктор медичних наук, професор. Лауреат Державної премії УРСР в галузі науки та техніки (1989).

## Біографія
Тарас Адамович Кадощук народився 20 серпня 1929 року у с. Миропіль Житомирської області.
Під час Другої світової війни, у 1942-1943 роках брав участь у підпільній діяльності, був членом Міропільської підпільної групи, відзначений нагородами. 
У повоєнні роки Т. Кадощук закінчив середню школу, навчався у Славутському фельдшерсько-акушерському училищі, яке закінчив з відзнакою у 1948 році. 
Того ж року вступив до Казанського медичного інституту на санітарно-гігієнічний факультет. У 1949 році перевівся на лікувальний факультет Вінницького медичного інституту. У 1954 році закінчив інститут  з відзнакою. Був зарахований до клінічної ординатури кафедри факультетської хірургії, а у 1957 році став асистентом кафедри.
У 1963 році захистив кандидатську дисертацію. У 1967 році був обраний доцентом кафедри хірургії педіатричного факультету Вінницького медичного інституту.
У 1977 році Т. Кадощук створив та очолив Вінницький центр хірургії підшлункової залози.
У 1983 році захистив докторську дисертацію.
У 1984 році отримав вчене звання професора.
У 2013 році нагороджений почесним дипломом за великий особистий внесок у розвиток медичної науки та практичної хірургії в галузі гематології.
Авторству Т. Кадощука належать 42 винаходи та патенти, 92 раціоналізаторські пропозиції, 38 методик хірургічних втручань. 
Помер 24 березня 2016 року у Вінниці.

## Вшанування пам'яті
У 2017 році у Вінницький центральній районній клінічній лікарні на честь Т. А. Кадощука було відкрито меморіальну дошку.